# Paulus Schiemenz
Johannes Friedrich Paulus Berthold Schiemenz (født 4. december 1856 i Kalkwitz ved Calau, død 15. december 1936 i Berlin) var en tysk fiskerikyndig.
Schiemenz studerede zoologi, fik doktorgrad 1883, var assistent 1884—95 ved den zoologiske station i Napoli og 1895 ved Deutsche See-Fischereiverein. Ved Landwirtschaftliche Hochschule i Berlin var Schieimenz assistent 1896—98, blev 1897 honorardocent og fik 1906 det nyoprettede professorat i fiskeri, 1898 leder af den primitive Biologische und Fischerei-Versuchsstation am Muggelsee, som han i årenes løb udvidede mægtigt til Landesanstalt für Fischerei i Friedrichshagen. Schiemenz har her udført et stort arbejde, der har berørt mange felter inden for ferskvandsfiskeriet, men særlig emner som de frie vandes rationelle drift og imødegåelse af vandforureninger; hans afhandlinger om disse emner findes i fagtidsskrifterne. Schiemenz tog sin afsked 1920.